# Gangavalli
Gangavalli es una ciudad y nagar Panchayat situada en el distrito de Salem en el estado de Tamil Nadu (India). Su población es de 12015 habitantes (2011). Se encuentra a 62 km de Salem.

## Demografía
Según el censo de 2011 la población de Gangavalli era de 12015 habitantes, de los cuales 5907 eran hombres y 6108 eran mujeres. Gangavalli tiene una tasa media de alfabetización del 75,50%, inferior a la media estatal del 80,09%: la alfabetización masculina es del 82,74%, y la alfabetización femenina del 68,60%.